# John Roth
John Roth (Memphis, 1967) è un chitarrista statunitense, attuale membro di Winger, Giant e Starship.

## Carriera
Inizia la sua carriera all'età di 19 anni quando Jim "Dandy" Mangrum, frontman dei Black Oak Arkansas, gli propone di unirsi al gruppo come chitarra solista nel 1986.
Nel 1993 si unisce ai Winger in sostituzione di Paul Taylor durante il tour promozionale dell'album Pull, apparendo inoltre nei videoclip dei singoli Down Incognito e Who's the One. Continuerà in seguito a suonare nei lavori solisti di Kip Winger e con il gruppo dopo la reunion del 2006.
Durante la sua carriera, John ha collaborato anche al primo album solista dell'ex cantante dei Survivor, Jimi Jamison, pubblicato con il titolo When Love Comes Down nel 1989.